# Bad Company (음반)
| 전문가 평가                   | 전문가 평가 |
| 평가 점수                     | 평가 점수   |
| 출처                          | 점수        |
| ----------------------------- | ----------- |
| AllMusic                      | [ 4 ]       |
| Christgau's Record Guide      | B−          |
| Rolling Stone                 | favourable  |
| Encyclopedia of Popular Music | [ 7 ]       |

《Bad Company》는 1970년대 영국의 하드 록 슈퍼그룹인 배드 컴퍼니의 데뷔 스튜디오 음반이다. 이 음반은 1973년 11월, 헤들리 그레인지에서 로니 레인 모바일 스튜디오와 함께 녹음되었으며, 레드 제플린의 스완 송 레코드에서 발매된 첫 번째 음반이다.
음반 세션 동안 녹음된 곡들 중에는 멤버들의 이전 밴드가 원래 녹음했던 두 곡의 트랙이 포함되어 있었다. 구체적으로, 모트 더 후플의 〈Ready for Love〉 (믹 랠프스가 밴드와 함께 있을 때 녹음되어 1972년 음반 《All the Young Dudes》에서 발매됨)와 〈Easy on My Soul〉 (폴 로저스와 사이먼 커크가 프리와 함께 녹음하고 1973년 《Heartbreaker》에서 발매됨)이 있다. 후자는 최종 음반에 포함되지는 않았지만, 두 번째 싱글 〈Movin' On〉의 B-사이드로 발매되었다.

## 배경
이 음반은 미국 빌보드 200 차트에서 1위를 차지했다. 그 이후로 이 음반은 미국 음반 산업 협회로부터 플래티넘 5배 인증을 받았으며, 1970년대 46번째로 많이 팔린 음반이 되었다. 이 음반은 영국 음반 차트에서 25주 동안 10위에 올랐고, 1974년 6월 15일에는 2주차에 최고 순위인 3위에 올랐다. 《케랑!》 매거진은 이 음반을 "역사상 가장 위대한 헤비 메탈 앨범 100" 중 40위에 올렸다. 이 음반은 또한 《죽기 전에 꼭 들어야 할 앨범 1001》에도 포함되었다.
싱글 〈Can't Get Enough〉와 〈Movin' On〉은 각각 빌보드 핫 100 차트에서 5위와 19위에 올랐다. 〈Rock Steady〉, 〈Bad Company〉, 그리고 〈Ready for Love〉도 클래식 록 라디오 필수 곡이다.

## 곡 목록
| #  | 제목                  | 작사·작곡      | 재생 시간 |
| -- | --------------------- | -------------- | --------- |
| 1. | 〈Can't Get Enough〉  | 믹 랠프스      | 4:17      |
| 2. | 〈Rock Steady〉       | 폴 로저스      | 3:47      |
| 3. | 〈Ready for Love〉    | 랠프스         | 5:03      |
| 4. | 〈Don't Let Me Down〉 | 로저스, 랠프스 | 4:22      |

| #  | 제목                 | 작사·작곡           | 재생 시간 |
| -- | -------------------- | ------------------- | --------- |
| 5. | 〈Bad Company〉      | 로저스, 사이먼 커크 | 4:51      |
| 6. | 〈The Way I Choose〉 | 로저스              | 5:06      |
| 7. | 〈Movin' On〉        | 랠프스              | 3:24      |
| 8. | 〈Seagull〉          | 로저스, 랠프스      | 4:04      |

## 인증
| 국가                       | 인증        | 판매량/출하량 |
| -------------------------- | ----------- | ------------- |
| 캐나다 (뮤직 캐나다)       | 골드        | 50,000^       |
| 영국 (BPI)                 | 골드        | 100,000^      |
| 미국 (RIAA)                | 5× 플래티넘 | 5,000,000^    |
| ^출하량을 기반으로 한 인증 |             |               |